# Mario Prezioso
Mario Francesco Prezioso (Mugnano del Cardinale, Avellino, Italia, 15 de abril de 1996) es un futbolista italiano. Se desempeña como centrocampista y su actual equipo es el Campobasso F. C. de la Serie C de Italia.

## Trayectoria
Prezioso se formó en las categorías inferiores del Napoli. El 21 de julio de 2015 fue cedido a préstamo al Melfi de la Lega Pro (tercera división italiana); el 1 de febrero de 2016 el club napolitano lo cedió al Teramo, equipo militante en la misma división, hasta el 30 de junio. El 17 de julio del mismo año fue cedido al Virtus Francavilla de la Lega Pro. El 26 de julio de 2017 el Napoli lo cedió al Carpi de la Serie B y el 26 de julio de 2018 al Vibonese de la Serie C. El 30 de enero de 2020 fue cedido al Cosenza de la Serie B. El 26 de septiembre del mismo año, fue cedido al Modena de la Serie C. Tras volver al Virtus Francavilla, donde quedaría durante dos temporadas, fue contratado por el Ancona en el verano de 2022. El año siguiente fichó por el Potenza, que lo cedió al mismo Ancona en enero de 2024. El 17 de julio de 2024 firmó un contrato con el Campobasso (Serie C).

## Clubes
| Club                               | País   | Año       |
| ---------------------------------- | ------ | --------- |
| S. S. C. Napoli                    | Italia | 2015-2021 |
| A. S. Melfi (cedido)               | Italia | 2015-2016 |
| Teramo Calcio (cedido)             | Italia | 2016      |
| Virtus Francavilla Calcio (cedido) | Italia | 2016-2017 |
| Carpi F. C. (cedido)               | Italia | 2017-2018 |
| U. S. Vibonese (cedido)            | Italia | 2018-2020 |
| Cosenza Calcio (cedido)            | Italia | 2020      |
| Modena F. C. (cedido)              | Italia | 2020-2021 |
| Virtus Francavilla Calcio          | Italia | 2020-2022 |
| U. S. Ancona                       | Italia | 2022-2023 |
| Potenza Calcio                     | Italia | 2023-2024 |
| U. S. Ancona (cedido)              | Italia | 2024      |
| Campobasso F. C.                   | Italia | 2024-     |